# Lycée Bilingue de Yabassi
Le lycée bilingue de Yabassi est un établissement d'enseignement secondaire qui se trouve à proximité de l'Institut des Sciences Halieutiques de Yabassi et de la Mairie Hôtel de ville. Il se trouve dans le département du Nkam au Cameroun.

## Histoire
Le lycée Bilingue de Yabassi est situé dans le quartier Diwong.

## Activités
Dans cet établissement secondaire général premier et second cycle, francophone et anglophone, les élèves sont régulièrement au travail, entre les classes de 6e et terminale, ainsi que de form 1 au level sith.

## Voir Aussi